# تاریخ گیلان در دوره باستان

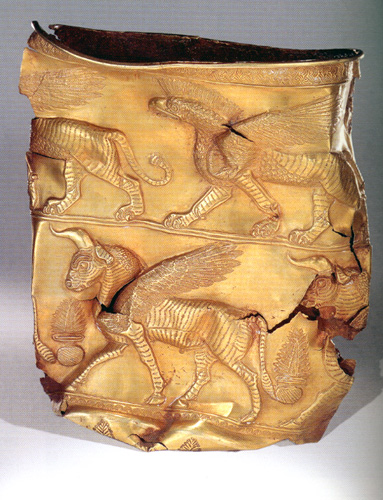
جام طلایی یافت شده در مارلیک. نگهداری شده در موزه ملی ایران

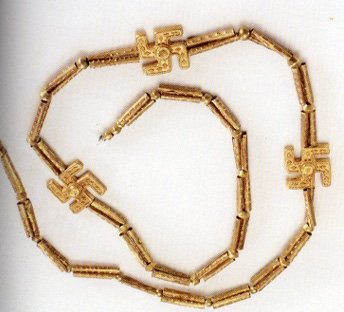
گردنبند یافت شده در مارلیک با نشان سواستیکا. نگهداری شده در موزه ملی ایران

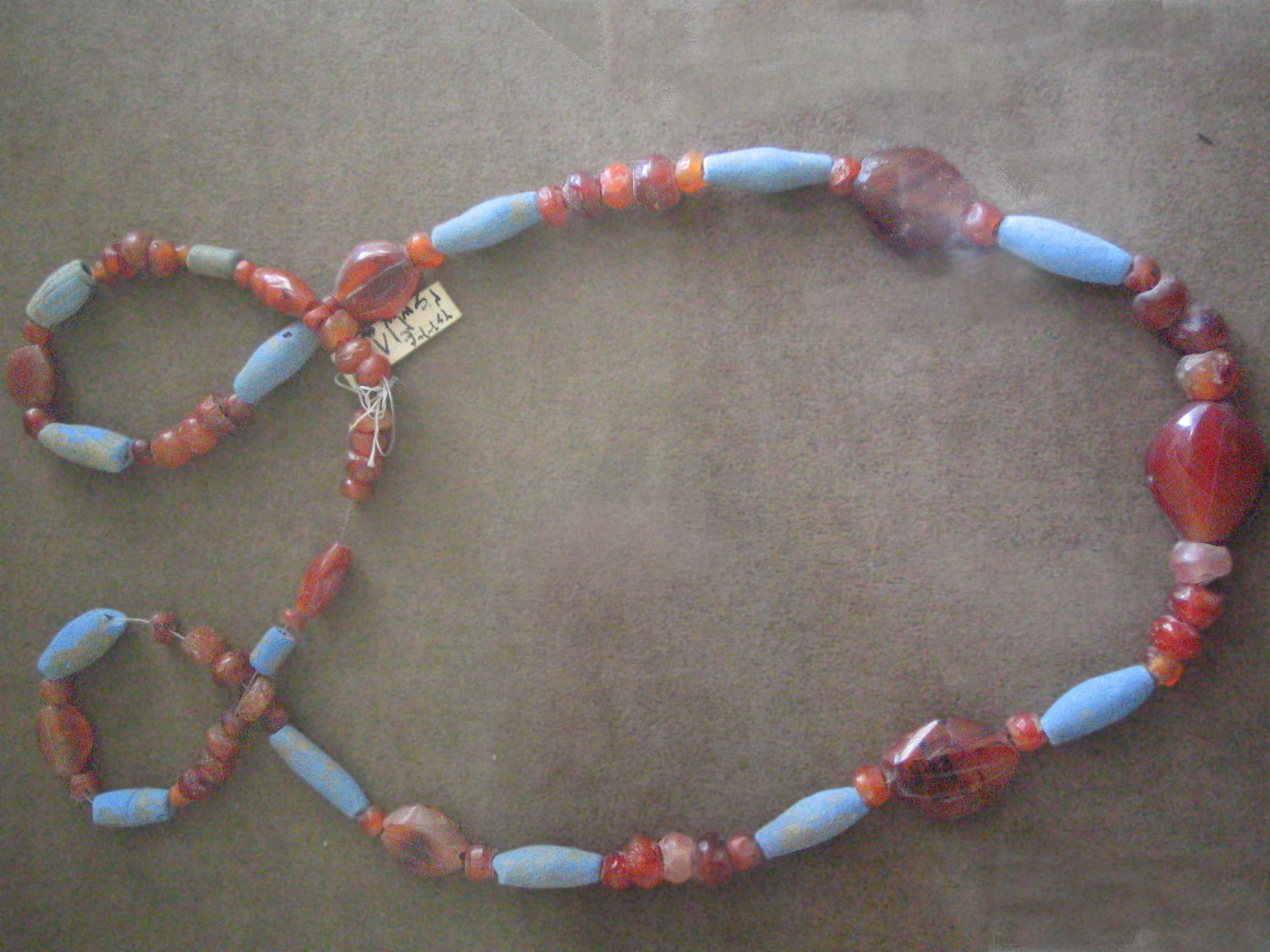
یافت شده در جوبن، رستم آباد مربوط به قرن اول قبل از میلاد. نگهداری شده در موزه ملی ایران

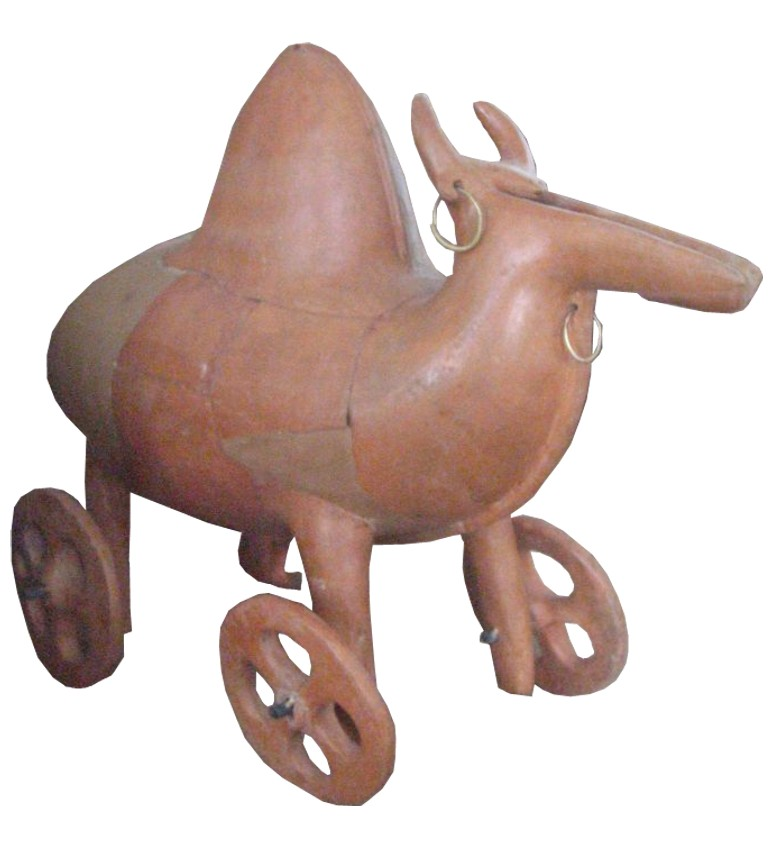
تکوک یافت شده در عمارلو، مربوط به قرن اول قبل از میلاد. نگهداری شده در موزه ملی ایران

با آغاز سده بیستم میلادی، اماکنی باستانی در گیلان، مانند تپه مارلیک (در نزدیکی دره گوهر دشت) مورد توجه ویژه باستان شناسان قرار گرفت. در حفاری‌های تپه مارلیک (که قدمتی ۳۰۰۰ ساله دارد) ظروف سفالین، مجسمه‌های کوچک از طلا، نقره و برنز و اسلحه‌های برنزی کشف شد. همچنین کاوش‌های گروه عزت نگهبان در سال‌های ۱۹۶۱-۱۹۶۲ به کشف آرامگاه پادشاهی از همان دوران انجامید. گورستان پادشاهان در بالای دره گوهر دشت و گورستان مردمان عادی در پایین آن قرار گرفته‌است. کلکسیون قابل توجهی از جواهرات نیز از این آرامگاه‌ها به دست آمد. طرز ساخت این اشیا و وفور طلا و نقره در این آثار باستانی خبر از خبرگی سازندگان و ثروتمندی مردمان این سرزمین می‌دهد.
براساس یافته‌های باستانشناسی و اسناد تاریخی می‌توان استنباط کرد که در اواخر هزاره دوم و اوایل هزاره اول قبل از میلاد اقوام بومی سواحل جنوبی دریای خزر حاضر به تابعیت از قدرتمندان و ابرقدرتهای دنیای باستان نگردیده‌اند. گیلان و برخی از سرزمین‌های ساحل جنوبی دریای خزر دارای تمدن عظیم و درخشان سه هزار ساله می‌باشند یافته‌های باستانشناسی و حفاری‌های غیر علمی در مناطق مختلف گیلان این امر را به‌خوبی ثابت می‌کند. مقایسه آثار بدست در مناطق مذکور نشان می‌دهد که آن‌ها به یک دوره متعلق داشته‌اند و اینکه در دامنه‌های شمالی و باختری البرز اقوام بومی پیشرفته ساکن بوده‌اند که دارای تمدنی بوده‌اند که بسوی کمال پیش رفته و تا رسیدن به مرز تمدن مارلیک مراحل مختلفی را پیموده‌اند. از آنجا که گیلان با خاندان‌ها و فرمانروایان محلیش تقریباً همیشه، از دوره هخامنشیان و ساسانیان مستقل بود، دین زرتشتی و کلنی‌های نسطوری توانست برای مدت طولانی در آن دوام آورد.

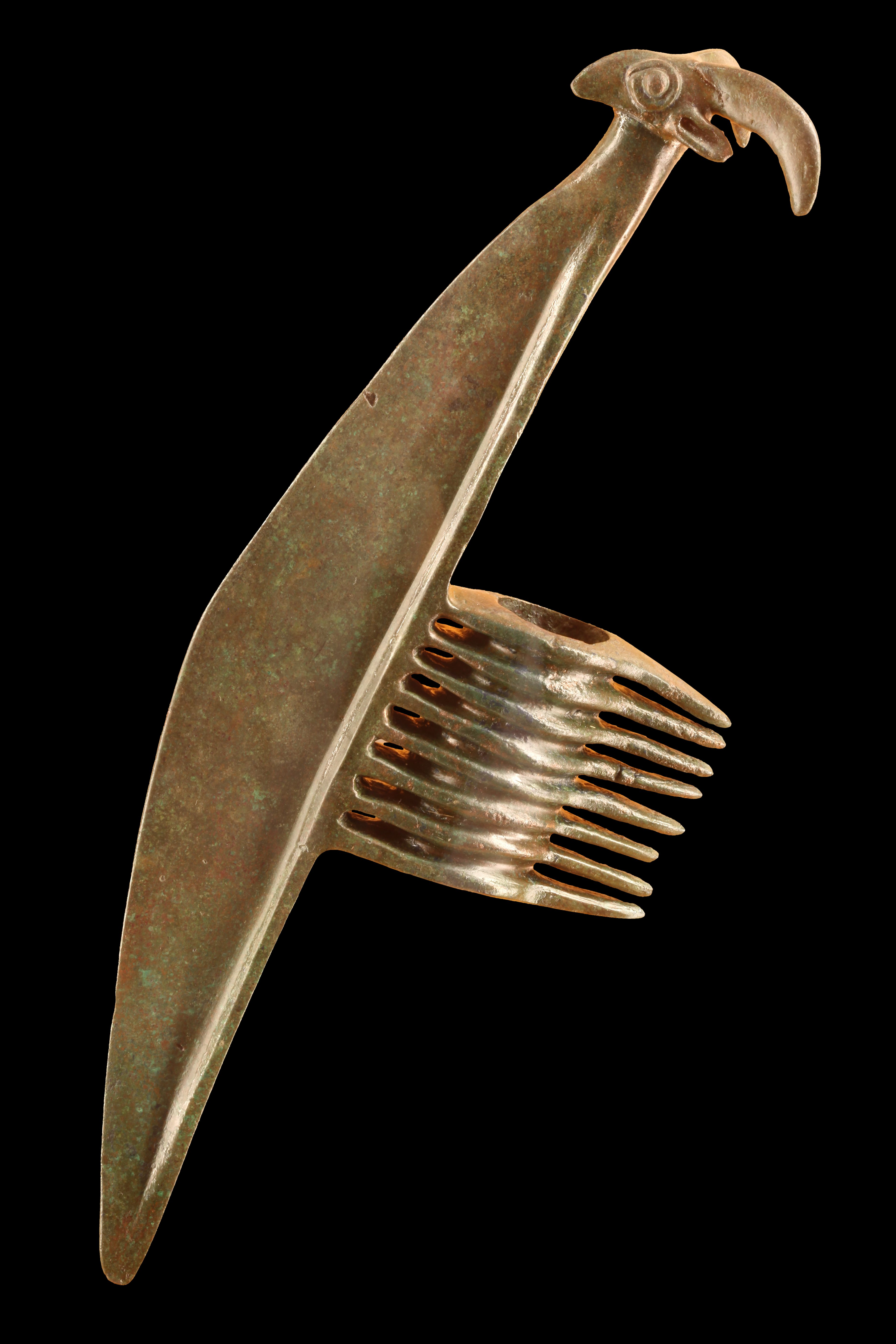
ناچخ با سر قوچ، اواخر هزاره دوم و اوایل هزاره اول قبل از میلاد، املش، ایران، موزه هنرهای زیبای لیون

اقوامی همچون کاسپیها و کادوسی‌ها و آماردها پیش از میلاد در کرانه دریای کاسپین ساکن بوده‌اند..  دانشمندان معاصر همچون ریچارد فرای , آملی کوهت و رادیگر اشمیت سه گروه آماردیان و کادوسیان و کاسپین‌ها را جزو اقوام آریایی حساب کردند.  برخی از متون تاریخی از اقوامی که همزمان با تشکیل سلسله‌های ماد و هخامنشی یا پیش از آن در گیلان و مازندران اقامت داشته‌اند نیز نام می‌برند که به صورت نیمه مستقل و به دور از حاکمیت مرکزی به زندگی خود ادامه می‌دادند. استرابون  مورخ و جغرافیدان یونانی به استناد آریستو فانوس، اقوام و قبایل ساکن در کرانه جنوبی دریای خزر را از شرق به غرب هیرکانیان، امردان، آن آریاکائیان (غیر آریائیها)، کادوسیان، آلبانیان، کاسپیان و لوتیان ذکر می‌کند. در فهرست ذکر شده اسمی از چند قوم باستانی نظیر تپوریها که اجداد طبری‌ها و مازندرانی‌ها هستند، برده نمی‌شود. در همسایگی غربی تپوری‌ها اقوام چندی زندگی می‌کردند که منشاء تمدن‌های باستانی غرب مازندران و شرق گیلان مربوط به آنهاست که از آن‌ها می‌شود آلبانیان، کادوسیان، امردها، گل‌ها یا گلان، کاسپیان و کاسپی‌ها را نام برد. در متون قدیمی از اقوام و تیره‌های فرعی دیگری که در دوره‌های باستانی در گیلان و مازندران ساکن بوده‌اند نیز نام برده شده‌است که اناریها، دکوزنیوها و دربیک‌ها را شامل می‌گردد که هیچ اطلاعات مستندی دربارهٔ آنان تا این زمان وجود ندارد.

## دوره مادها
سرزمین ساکنین گیلان در زمان مهاجرت آریائی‌ها و در دوره امپراتوری ماد براساس نام قوم ساکن آن کادوسیه نامیده می‌شد. سرزمین کادوسیه از جانب شرق به دریای خزر و از غرب به سرزمین ماد و در ناحیه مرکزی بواسطه اناریان و از جنوب به سرزمین آماردها محدود می‌شد. فراوانی نعمت‌های طبیعی و فراهم بودن شرایط مساعد معیشتی در البرز شرقی و شمالی سبب شد که گروه‌های دامدار و چادرنشین کادوسی به این ناحیه مهاجرت و در آنجا سکونت ورزند. کوه‌ها و دره‌های پوشیده از جنگل‌های انبوه در بستر زمان به مرکز اجتماعی و سیاسی و مقر عملیات نظامی قوم کادوسی مبدل گردید. صفحات غربی کادوسیه پیش از توجه و حضور جمعیت‌های مهاجر در آنجا می‌توانست مورد استفاده کادوسی‌ها قرار بگیرد. در آنجا، مراتع، جنگلها، شکارگاه‌ها و دیگر نعمت‌های طبیعی سرشار زیادی وجود داشت که به دلیل کمی شمار بومیان چندان مورد بهره‌برداری قرار نمی‌گرفته و مدعی تملک نیز وجود نداشت. کادوسی‌ها تا پایان هزاره دوم قبل از میلاد از حملات آشوری‌ها بدور بوده‌اند و این امر باعث گردید که آن‌ها برای رفع نیازهای معیشتی خود آزادانه از محدوده اصلی سکونت و مرکز سیاسی خود بدون نگرانی پا فراتر بگذارنند. منطقه حکومت و سکونت کادوسی‌ها از کناره‌های غربی سفیدرود تا کورا و ارس گسترده بود و از جانب غرب طارم، خلخال و بخشی وسیع از دشت نیسایه را دربر می‌گرفت. براساس منابع می‌توان چنین استنباط کرد که در زمان ظهور کادوسی‌ها که از اقوام شناخته شده پیرامون دریای خزر بوده‌اند نامی از گل یا گیل مطرح نبوده‌است. یا اینکه طایفه‌ای قابل اهمیت نبوده و در زمان امپراتوری ساسانی جایگزین کادوسی‌ها و آماردها شدند. اقوام بومی گیلان در دوره امپراتوری ماد دارای استقلال سیاسی بوده‌اند و در کنار آن توانستند هویت خود را در مقابل آنان حفظ کنند.
بنا به یک روایت ماد بزرگ از سمت مشرق تا سیحون و جیحون امتداد می‌یافته و در مورد گیلان و مازندران (کادوسیان و ماردها) مانع رسیدن مادها به بحر خزر شدند و بعضی مانند کتزیاس معتقد اند که گیلان و مازندران در اواخر عهد ماد از آن جدا شدند.  آنچه در اینجا مورد توجه‌است قلمرو ماد نیست بلکه کانون حکومتی اولیه آن است یعنی آذربایجان و بخشی از کردستان و اینکه این کانون در شمال کانون حکومتی ایلام بوده‌است. در وحدت جغرافیائی کردستان و گیلان و مازندران شک نیست. الحاق و پیوستگی آن‌ها فقط گسترش بنیه اقتصادی و سیاسی آن‌ها را می‌رساند با حفظ استقلال داخلی هرواحد.
کادوسیان در هنگام امپراتوری ماد به عنوان یکی از بومیان کناره دریای خزر درمنطقه گیلان بودند. ظهور دولت ماد در ابتدای قرن هشتم قبل از میلاد نگرانیهایی را برای اقوام بومی این منطقه به وجود آورد. شکل‌گیری دولتی نیرومند چون ماد در همسایگی کادوسیان نمی‌توانست خالی از پیامدهای نامطلوب باشد، حتی اگر این قدرت جدید در ابتدای امر سودای کشورگشایی یا تجاوز به همسایه‌های کوچکتر خود را نمی‌داشت. به‌طور کلی نفس شکل‌گیری دولتی برتر در منطقه برای کادوسی‌ها تهدیدی به‌شمار می‌آمد و برای آن‌ها محدودیت‌هایی را هم ایجاد می‌کرد. محدودیت‌های ایجاد شده برای دام‌ها و چابکسواران کادوسی زمینه‌های اختلاف بین کادوسی‌ها و مادها را موجب شد. اگر چه در ابتدا مادها توان نظامی زیادی برخوردار نبودند که بتوانند وضعیت خود را در مقابل کادوسی‌ها مشخص کنند اما بدون تردید برای دولت ماد  به دور از حزم و دوراندیشی و خلاف مصالح آتی بود که در حین اندیشیدن به دشمنان خارجی نظیر آشور و تحقق آرزوهای ملی، با کادوسیان، درگیر شود و جنگی داخلی به راه بیندازد و نیروهای خود را به سمت آنان روانه کنند. بر این اساس بنظر می‌رسد که مادها با کادوسی‌ها چندان درگیر نشده‌اند و به استقلال آن‌ها احترام و به آنان همچون یک ملت مستقل می‌نگریستند. گفته‌های مورخان قدیم تأییدی بر استقلال اقوام بومی گیلان در این دوره‌است. کتزیاس اشاره می‌کند که کادوسی‌های کناره دریای خزر هرگز سر به اطاعت مادها ننهادند.  کادوسیان علاوه بر اینکه دارای قدرت و استقلال بوده‌اند، توانستند هویت خود را در مقابل مادها حفظ کنند. موارد مخالفت کادوسی‌ها با مادها در منابع تاریخی به صورتهای گوناگون آمده‌است. در زمان آرته یس  که بر اساس گفته‌ها و موافقت روایت‌های کتزیاس و هرودوت، استنباط می‌شود که باید یکی از امرای محلی مادها باشد، جنگی میان کادوسی‌ها و مادها پیش آمد. مورخان منشأ این واقعه را فردی بنام پارسد می‌دانند. او مردی شجاع و دلاور بود که توانسته بود در دربار ماد نفوذ پیدا کند. بعدها به علت رنجش حاصل از دربار ماد که منابع تاریخی علت آن را توضیح نداده‌اند، با سه هزار پیاده و هزار سوار نزد کادوسی‌ها رفت. انتخاب کادوسیه توسط پارسد نشانگر عدم رابطه مناسب کادوسیان و مادها می‌باشد. با استقرار در کادوسیه، پارسد خواهرش را به عقد یکی از متنفذین این قوم در آورد. با گذشت زمان او بیشتر مورد توجه کادوسی‌ها واقع گرفت. او مردم کادوسی را علیه مادها تحریک می‌کرد.  با غلبه بر قشون شاه ماد، مردم کادوسی، پارسد را به عنوان شاه انتخاب نمودند. در طول زمامداری او همواره به قلمرو ماد حمله می‌شد. او جانشین خود را مجبور ساخت که سوگند یاد کند که همواره آتش کینه کادوسی‌ها را نسبت به مادها زنده نگه دارد و  به هم نژادان و کادوسی‌هایی که از در صلح با مادها درآیند لعنت و نفرین فرستاد.
کتزیاس اشاره می‌کند که کوروش بزرگ هنگامیکه از جمله سرداران مادی بود از طرف پدربزرگ خود ایشتوویگو یا آستایگ به عنوان سفیر نزد کادوسی‌ها رفته بود  و به نظر می‌رسد ضمن همین مأموریت بود که در سرزمین کادوسیه تحت تأثیر تحریکات شخصی بنام اویبار قرار گرفت و طرح قیام علیه دولت ماد را ریخت.

## دوره هخامنشی
جمعیت گیلان در دوره باستان از کادوسیان تشکیل می‌شد که از هخامنشیان مستقل بودند. همین مردم، یا بخشی از آنان گلای (یونانی باستان: Γῆλαι, Γέλαι, Γέλοι) نیز خوانده می‌شدند که بعداً به وجه تسمیه این منطقه تبدیل شد.  در سمت شرق آنها آناریاک‌ها، ماردی ها یا آماردی ها و تپورها می زیستند.  همگی این مردمان از تبار غیرآریایی بودند. بطلمیوس فقط تپورها را در ناحیه شرق دیلم، بخش کوهستانی گیلان، ذکر می کند. . گلای بیشتر جمعیت را در کرانه دریا و در کنار مرز با طبرستان تشکیل می دادند.  سلطه سیاسی در دست دیلمیان بود که سلسله جستانیان از آنها برخاست.
کوروش بزرگ از آن‌ها در محاصرهٔ بابل یاری خواست و آن‌ها ۲۰۰۰۰ پیاده‌نظام سبک اسلحه و ۴۰۰۰۰ سوار به یاری او فرستادند ولی خشایارشا هنگام لشکرکشی به یونان هیچ کمکی از گیل‌ها دریافت ننمود.
به نظر می‌رسد که گیلها (گیله مردان)، حدود قرن اول یا دوم قبل از میلاد، وارد ساحل جنوبی دریای خزر و غرب رود آماردوس (بعدها سفیدرود) شدند. در هجوم عرب‌ها، گیلان به اشغال آنان در نیامد. پلینی آن‌ها را با کادوسی‌ها که از قبل آنجا می‌زیستند یکی می‌کند. محتملتر است که آن‌ها مردم دیگری بوده‌اند، احتمالاً از منطقه داغستان آمده‌اند و جایگزین کادوسیان شده‌اند. متعاقباً از رود آماردوس هم گذشتند و به همراه دیلمیان جایگزین آماردی‌ها شدند. از آن‌ها هم مانند دیلمیان به عنوان مزدوران شاهان ساسانی نام برده شده ولی به نظر نمی‌رسد تحت فرمان مؤثر آنان درآمده باشند. در ۵۳۳ از گیلان همراه با آمل به عنوان پایگاه کشیشی نسطوری نام برده شده‌است. گفته می‌شود خاندان دابویگان هم پیش از رفتن به مازندران از گیلان نشات گرفته‌است.
اردشیر دوم کارزاری بی‌فایده علیه مردم جنگجوی جنوب دریا از جمله کادوسیان را ترتیب داد، کارزاری که از پدرش به ارث برده بود و به پسرش سپرد تا یک قرن بعد تکمیلش کند. این مردمان که فاصله زیادی از پایتخت دولت پارسی داشتند احتمالاً اغلب تحت سلطه مؤثر نبوده‌اند و این که راه مستقیمی در جنوب این دریا، هنگامی که اسکندر مقدونی قصد گشودن راهش در آن به سوی سمت شرقیش داشته، وجود نداشته حائز اهمیت است. در آنجا حفاظت در برابر عشایر استپ‌ها مهم‌تر بوده تا کنترل پارسیان.
اردشیر تصمیم گرفت تا گیلان را به اطاعت از خود درآورد و با ۳۰۰۰۰۰ سرباز پیاده و ۱۰۰۰۰ سوار این سرزمین را فتح کرد. سربازان او ناچار بودند از منطقه‌ای مه آلود و باتلاقی که مسکن مردمی پرخاشگر بود و هیچ محصولی از گندم نداشت، عبور نمایند. به همین جهت سرانجام به بدبختی دچار شدند، حیوانات بارکش را در اردوگاه‌های شاه سربریدند. قحطی آنچنان مهیب بود که سر یک خر به ۶۰ درهم به فروش می‌رسید. نزدیک بود که کار سپاهیان به انهدام کشیده شود اما یکی از سرداران به یکی از پادشاهان کادوسی دست یافت و با او قرارداد صلحی منعقد نمود.
اسکندر موفق به تسخیر گیلان نشد.

## دوره ساسانی
مناطق حاشیه خزر مادیه یک منطقه جغرافیایی و قومیتی متمایز ایران را شکل می‌دادند و به استقلال سیاسی گرایش داشتند. در نتیجه نامه تنسر شاه گشناسب، را در ابتدای دوره ساسانی به عنوان شاه گیلان، دیلم و رویان، تبرستان و دماوند نمایندگی می‌کند. منطقه یک پادشاهی رعیتی و بعداً یک استان کوه‌های پدشخوارگر را شکل می‌داد. شهر اصلیش، رشت (سایرو پولیس)، باید بر سر راه‌های پارتی به ارس و آتورپاتکان بوده باشد. مسیحیت از طریق این راه می‌توانسته از قرن دوم به بعد به گیل‌ها رسیده باشد گرچه تازه از قرن ششم به بعد اسقف نشین شده‌است. راه ماه به شادشاپور (قزوین) امکان دسترسی می‌داد. آمل از طریق دنباوند از راهی ارتباط داشت و با گرگان هم روابط وجود داشت.
پدشخوارگر به دلیل مقاومتش در برابر لایه‌های غیرایرانی مردمش شهره بود. این مردم انیر نامیده می‌شدند. گیل‌های ایرانی در غرب استان، که جنگجو ذکر شده‌اند در جلگه‌های ساحلی سکنی داشتند. شهرشان وارنا در نزدیکی دریا بود. کاسپی‌ها خودشان ظاهراً به کوه‌ها سوق داده شده بودند. سپس در شرق، کادوسیان می‌زیستند که ظاهراً با گیل‌ها آمیخته بودند آن‌ها از ساحل تا کوه سکنی داشتند. آماردی‌های غیر ایرانی در آمل اقامت داشتند.
از آنجا که نام شاه گیلان تا زمان شاپور که یکی از پسرانش به نام بهرام را به عنوان شاه گیلان منصوب کرد به کار نرفته به نظر نمی‌رسد گیلان مطیع اردشیر بوده باشد. بهرام، شاه گیلان بعدها با نام بهرام اول شاهنشاه ایران شد.